# Serrasalmus manueli
Serrasalmus manueli är en fiskart som först beskrevs av Fernández-yépez och Ramírez, 1967.  Serrasalmus manueli ingår i släktet Serrasalmus och familjen Characidae. Inga underarter finns listade i Catalogue of Life.